# Gare de Joigny-sur-Meuse
Gare de Joigny-sur-Meuse vasútállomás Franciaországban, Joigny-sur-Meuse településen.

## Vasútvonalak
Az állomást az alábbi vasútvonalak érintik:
- Soissons-Givet-vasútvonal

## Kapcsolódó állomások
A vasútállomáshoz az alábbi állomások vannak a legközelebb:
- Gare de Nouzonville
- Gare de Bogny-sur-Meuse